# Archaphidus greenideae
Archaphidus greenideae är en stekelart som beskrevs av Petr Starý och Evert I. Schlinger 1967. Archaphidus greenideae ingår i släktet Archaphidus och familjen bracksteklar. Inga underarter finns listade.